# Clément Dupont
Clément Dupont   (Argelèrs de Gasòst, 11 d'abril de 1899 - Merinhac, 1 de novembre de 1993) va ser un jugador de rugbi a 15 francès que va competir entre les dècades de 1910 i 1930.
El 1924 va ser seleccionat per jugar amb la selecció de França de rugbi a 15 que va prendre part en els Jocs Olímpics de París, on guanyà la medalla de plata.
Pel que fa a clubs, jugà en nombrosos equips, destacant el FC Lourdais, l'Stade Bordelais o el Racing Club de France. Posteriorment exercí d'entrenador fins a 1960.